# Provincia de Bandundu
Bandundu fue una provincia de la República Democrática del Congo. Tenía fronteras con Kinshasa y Bajo Congo hacia el oeste, la provincia de Équateur hacia el norte y la de Kasai Occidental hacia el este. La capital provincial también lleva por nombre Bandundu.
En 1966 Bandundu fue creado a partir de la unión de tres regiones de la época colonial: Kwilu, Kwango y Mai-Ndombe.

## Geografía
El paisaje principal de la provincia está formado por mesetas cubiertas por sabana y atravesadas por valles poco profundos con ríos y arroyos rodeados de un denso bosque. La provincia está dividida por el río Kasai, que desemboca en el río Congo en el límite occidental de la provincia. Otros ríos importantes son el Kwango, Kwenge, Kwilu y el Lukenie.
El lago Mai-Ndombe es el lago más grande, que junto al bosque pantanoso que lo rodea, forma la porción sur de los humedales de Tumba-Ngiri-Maindombe, de acuerdo con la Convención de Ramsar.

## Economía
La mayoría de las aldeas están situadas en las zonas de mayor altitud. Los habitantes de los pueblos practican agricultura itinerante de roza y quema en los valles. Los principales cultivos son la yuca o mandioca, maíz, calabaza y alubias.
Los aldeanos crían gallinas, patos, cabras, ovejas y vacas y complementan su dieta con pescado y carne de animales silvestres.

## Divisiones administrativas
La provincia de Bandundu estaba dividida en dos ciudades (Bandundu y Kikwit) y cuatro distritos (Kwilu, Kwango, Mai-Ndombe y Plateux).

## Gobierno
Richard Ndambu Wolang fue el último gobernador de la provincia.

## Idiomas
Las principales lenguas de uso comercial son el lingala al norte del río Kasai y el kituba, hablado al sur del mismo.